# Pegaso
Pegaso (hiszpański wymowa: [peɣaso], „Pegaz”) – hiszpańska marka samochodów ciężarowych, autobusów, ciągników i samochodów pancernych, a przez krótki czas sportowych samochodów.

## Historia
W 1946 r. Ricart powołał w Madrycie do życia Centrum Techniki Motoryzacyjnej (CETA). W tym samym roku powstała też ENASA, narodowa wytwórnia ciężarówek. Na miejsce produkcji wybrane zostały stare zakłady Hispano-Suizy w Barcelonie.
Ricart poniekąd wykorzystał „dorobek” Hispano-Suizy. Ostatni przedwojenny projekt tej firmy, ciężarówka Hispano-Suiza 660 weszła do produkcji jako Pegaso I. W rok później pojawił się Pegaso II, z krótką kabiną i 6-cylindrowym silnikiem benzynowym. Miał on pojemność 5,6 l o mocy 110 KM. W 1949 r. Pegaso wprowadził do produkcji pierwszy silnik Diesla. Był to 6-cylindrowy agregat o pojemności 9,3 l o mocy 125 KM konstrukcji Hispano-Suizy. W tym samym roku na podwoziu Pegaso II firma zmontowała 70-miejscowy autobus Z-410, wyposażony alternatywnie w oba wcześniej wspomniane silniki. Z początkiem lat 50. Pegaso próbowało także swych sił w sektorze aut sportowych. W 1954 roku w Madrycie skończyła się budowa nowych hal i tu przeniesiona została produkcja ciężarówek i autobusów. Pojawił się nowy silnik wykonany z aluminium. Był to 7,5-litrowy V-6 o mocy 110 KM. W 1957 roku ENASA podpisała umowę joint venture z brytyjskim Leylandem na montaż w Hiszpanii samochodów tej firmy przez Pegaso. Nowy model Comet 1090 z panoramiczną przednią szybą był wyposażony w 6-cylindrowy silnik Leylanda o mocy 125 KM. Rozwój konstrukcji Cometa 1090 doprowadził do powstania ciągnika 2030 i wozu terenowego 3040, dostarczanego armii.
W 1964 roku Pegaso uruchomił produkcję nowej generacji ciężkich pojazdów. Dwuosiową serię 4x2 – 1061 i trójosiową 6x4 – 1063. Były to pojazdy o masie całkowitej pomiędzy 20 a 35 ton. Wkrótce z hal fabrycznych wyjeżdżały ciągniki 2011, zapowiedź nowej generacji tej klasy pojazdów o masie do 38 ton. Wszystkie modele otrzymały ten sam silnik. Była to 6-cylindrowa jednostka o pojemności 10,5 l z czterema zaworami na każdy cylinder i mocy 200 KM. Wersja z doładowaniem rozwijała wyższą moc – 260 KM. W 1966 r. ENASA kupiła ponad 50% udziałów wytwórni Sava, produkującej samochody dostawcze. Na salonie samochodowym w Barcelonie Pegaso pokazał nowy model – 1080. Pojawiło się nowe nadwozie, oraz nowy silnik o pojemności 12 l ma 250 KM mocy, a w wersji z turbodoładowaniem – 352 KM. Całostalowa kabina spoczywała na gumowych poduszkach.
Lata 70. przyniosły jednak załamanie rynku. 35% akcji firmy kupił International Harvester. W rok później skrzynie biegów dostarczał ZF. W 1983 r. na targach w Barcelonie Pegaso wystawił serię Ti – ciężkich ciężarówek o masie całkowitej 14-40 t. Szeroka paleta silników obejmowała jednostki 6,5 – 10,5 i 12,0 l o mocy 135–310 KM. Były to silniki w wersji klasycznej lub z turbodoładowaniem. W 1986 powstał Troner, sztandarowy wóz Pegaso z kabiną zaprojektowaną przez Giorgetto Giugiaro, użytą później przez DAF-a w serii 95. Rok później Troner stał się najcięższym pojazdem oferowanym przez firmę. Wóz o masie całkowitej 44 ton wyposażany był w 12-litrowy, 6-cylindrowy silnik o mocy 360 KM. Klimatyzacja stała się standardowym wyposażeniem wszystkich modeli.
Pegaso korzystał też z silników Cumminsa i Perkinsa. Przejął je od brytyjskiego Seddon Atkinsona, także wchodzącego w skład International Harvester. W 1990 roku Iveco objął w posiadanie 60% akcji spółki Enasa i marka Pegaso została na rynku wewnętrznym zastąpiona przez markę IVECO-Pegaso, a następnie zniknęła w 1994 roku z rynku. Pod marką IVECO-Pegaso produkowano i sprzedawano także modele opracowane przez koncern Iveco, takie jak Daily / VM 90 40.10WM, EuroCargo czy Eurotrakker.

## Galeria

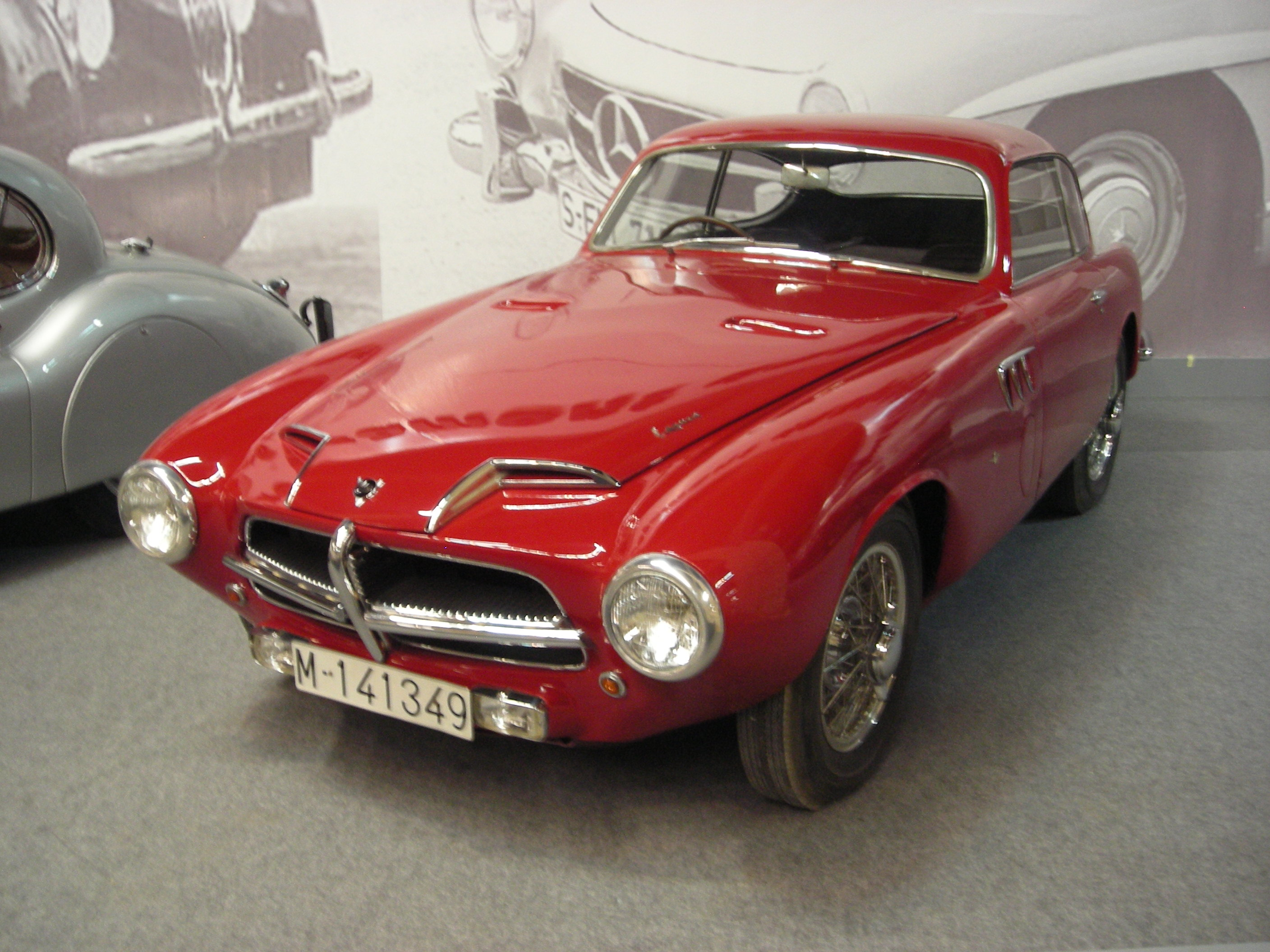
Pegaso Z102 Touring
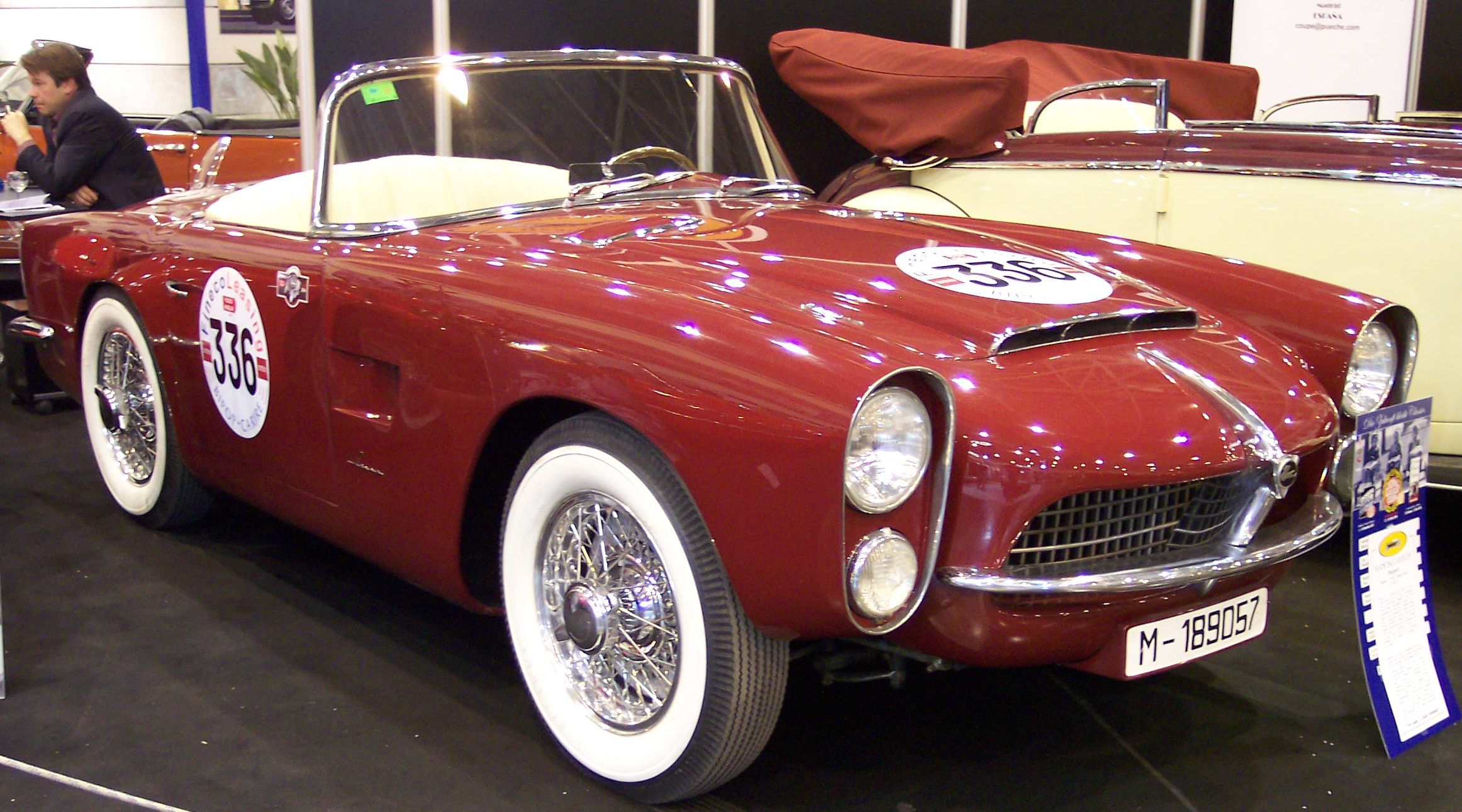
Pegaso Z-102 Cabriolet z 1955 roku
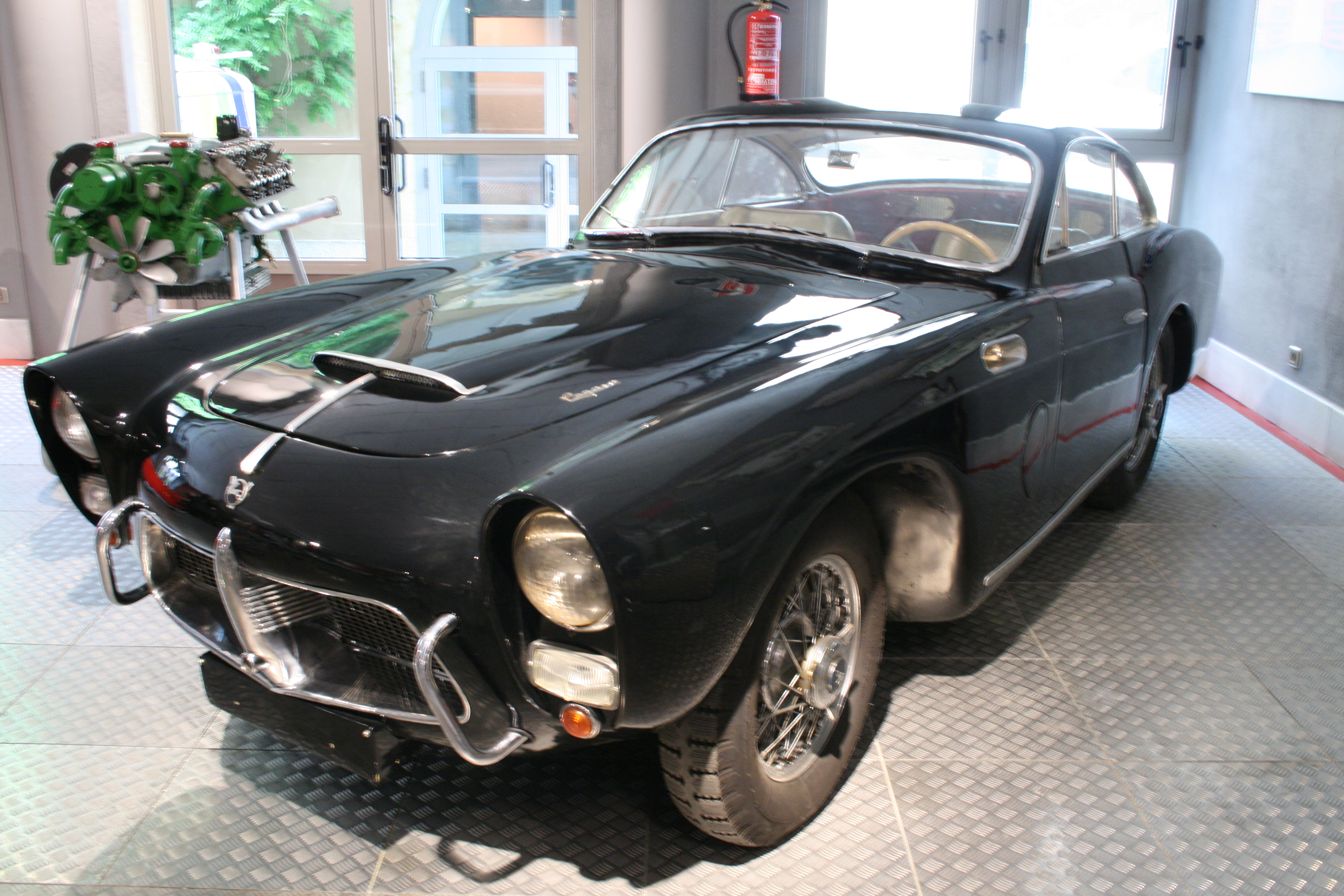
Pegaso Z-104
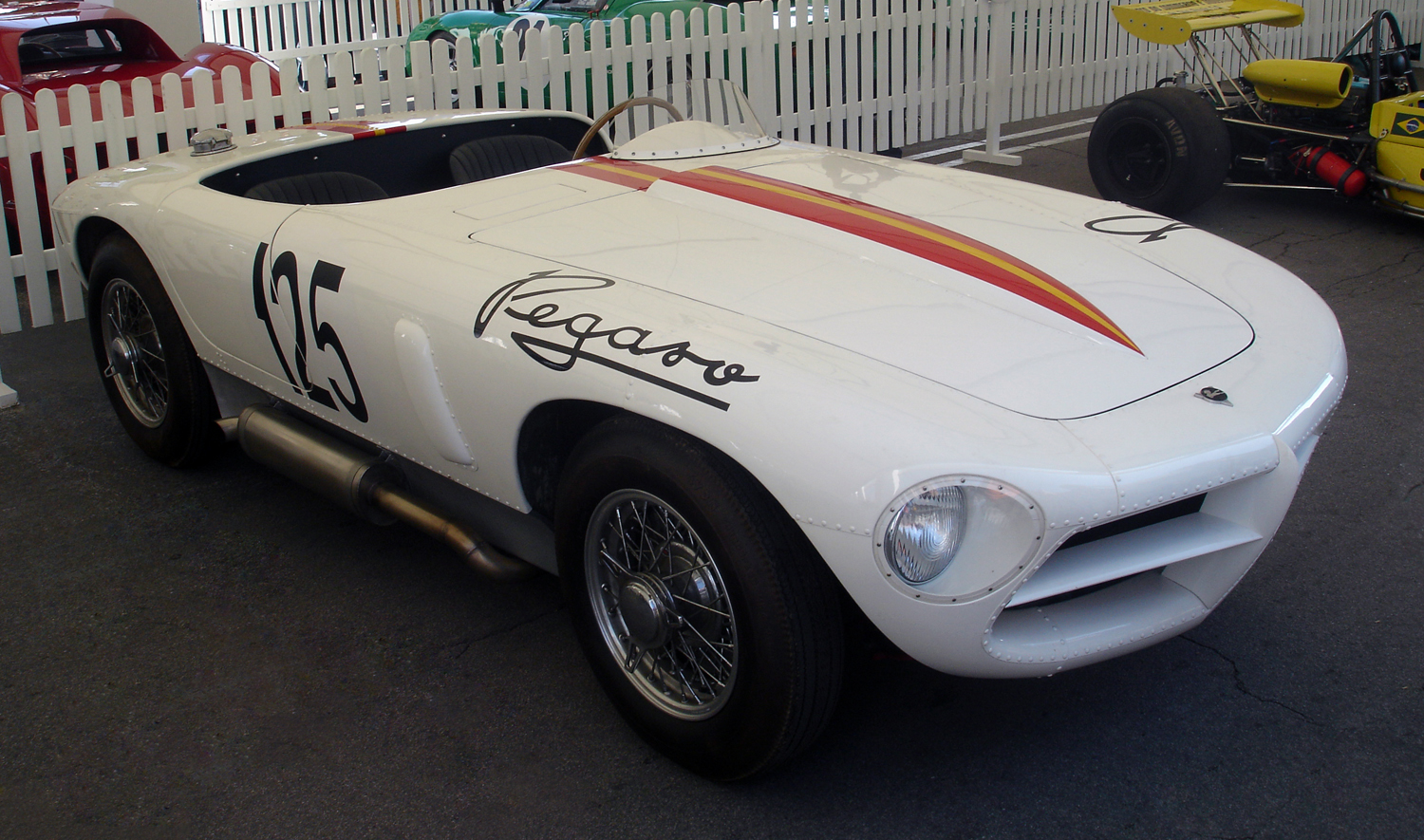
Wyścigowy Pegaso Rabassada
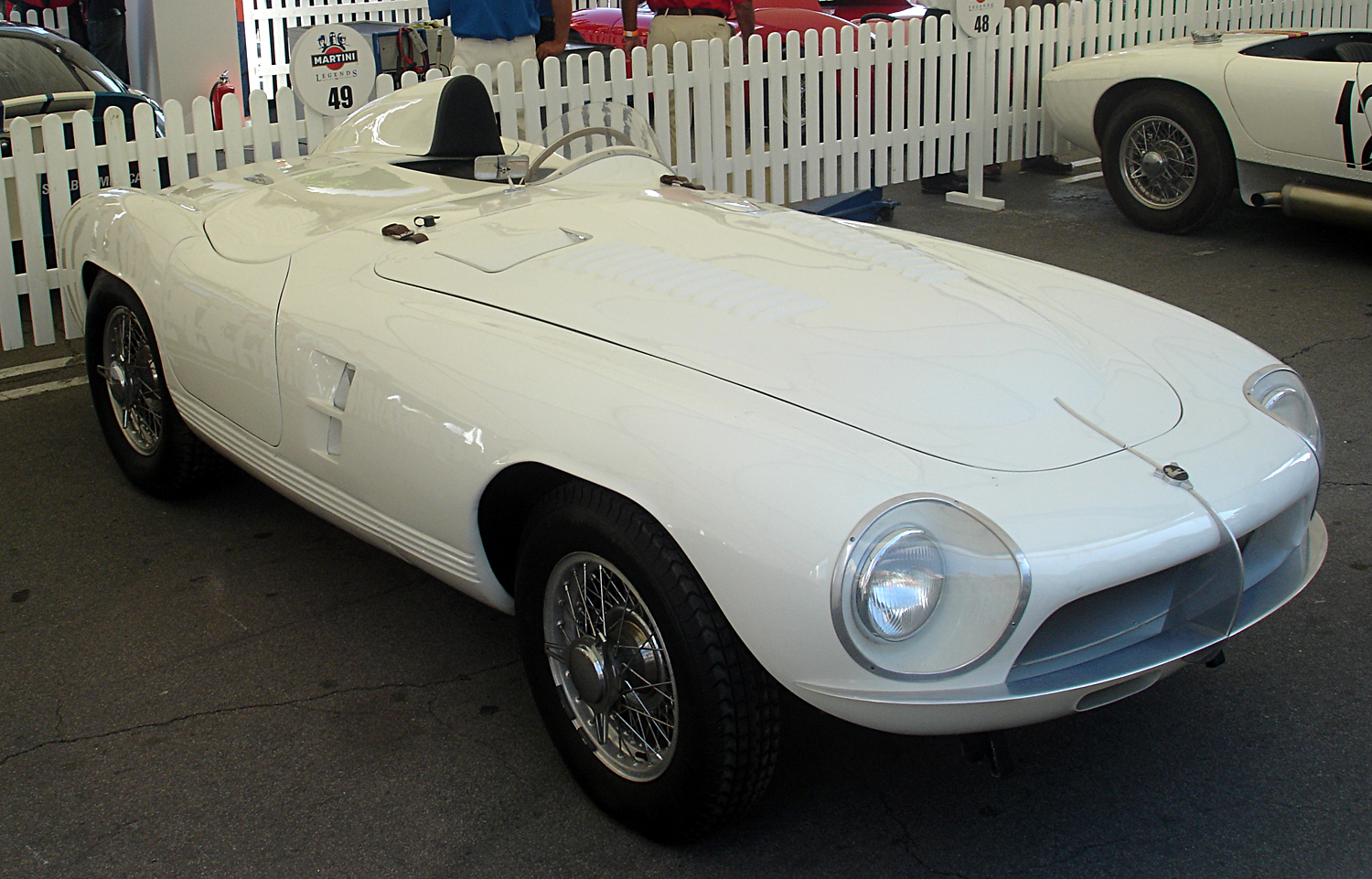
Pegaso Barqueta Pedralbes
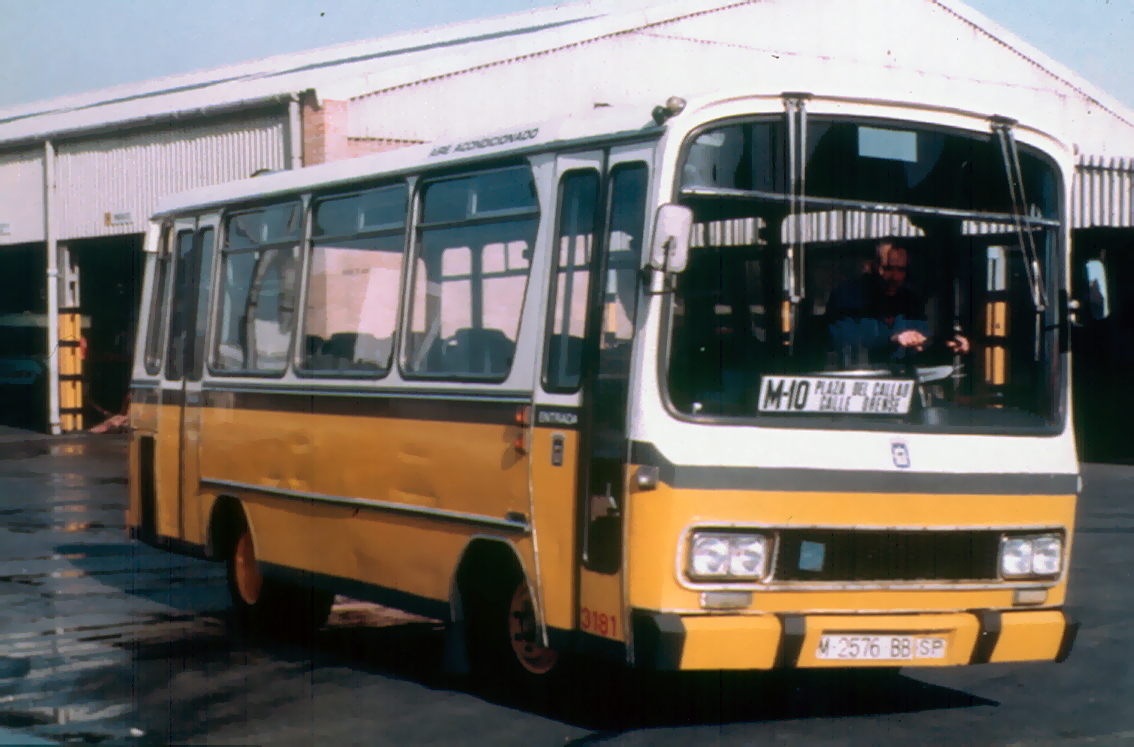
Autobus miejski Pegaso-SAVA 5720 z karoserią Unicar U-75 w Madrycie
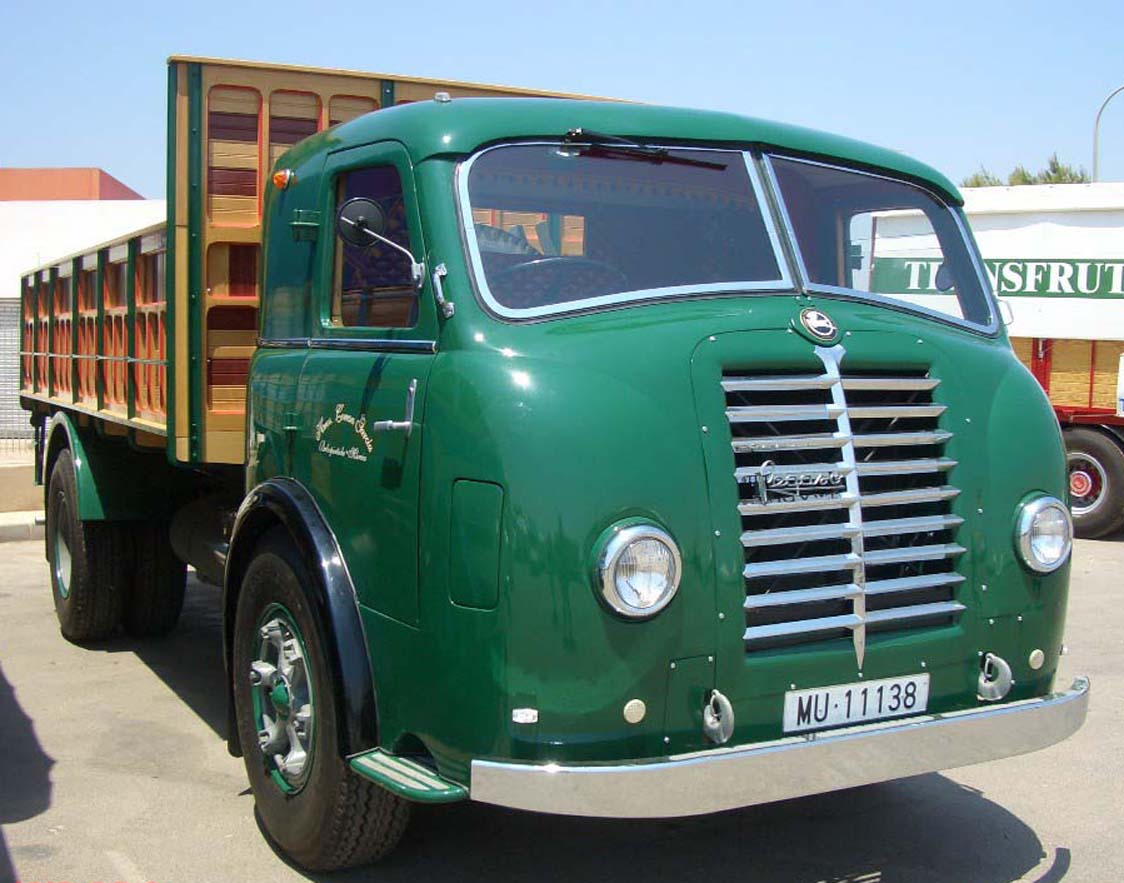
Pegaso II z 1951 roku
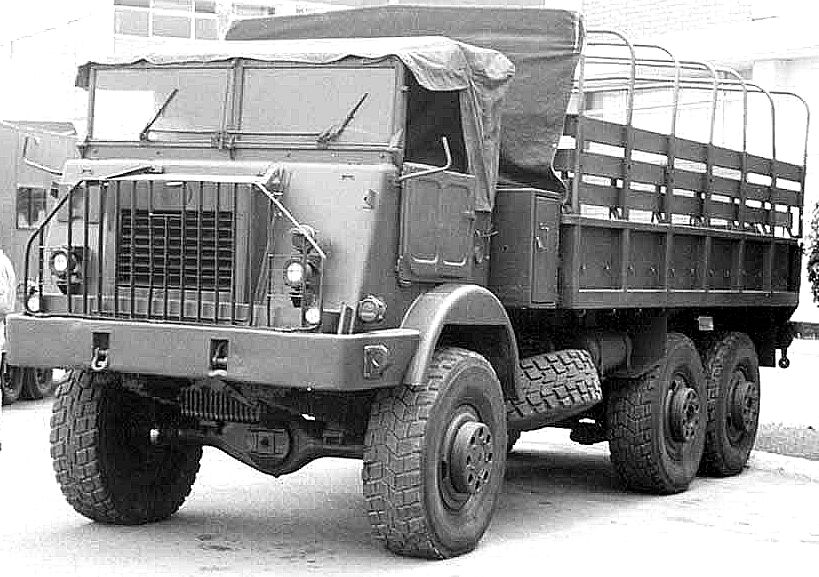
Wojskowy Pegaso 3050
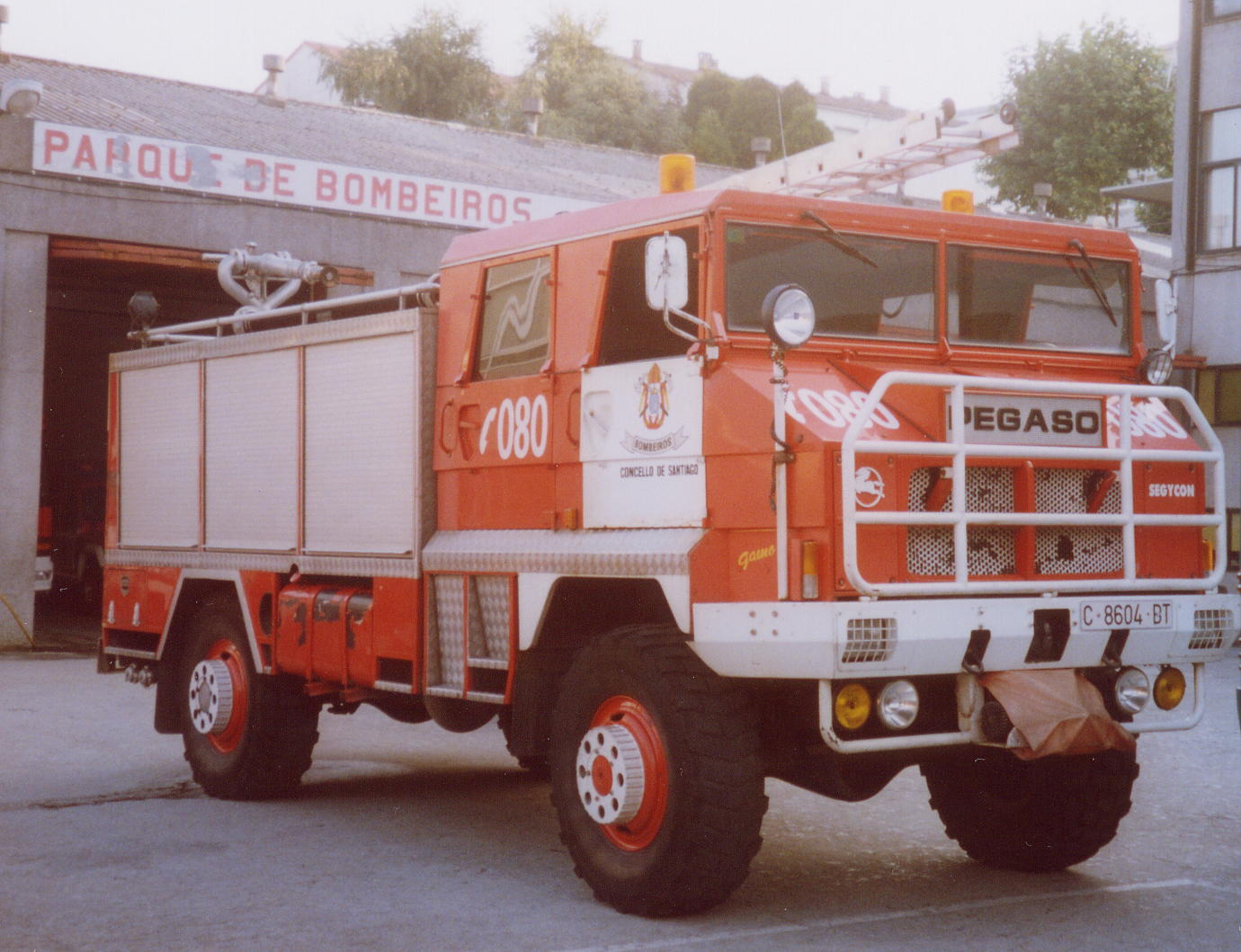
Strażacki Pegaso 7217
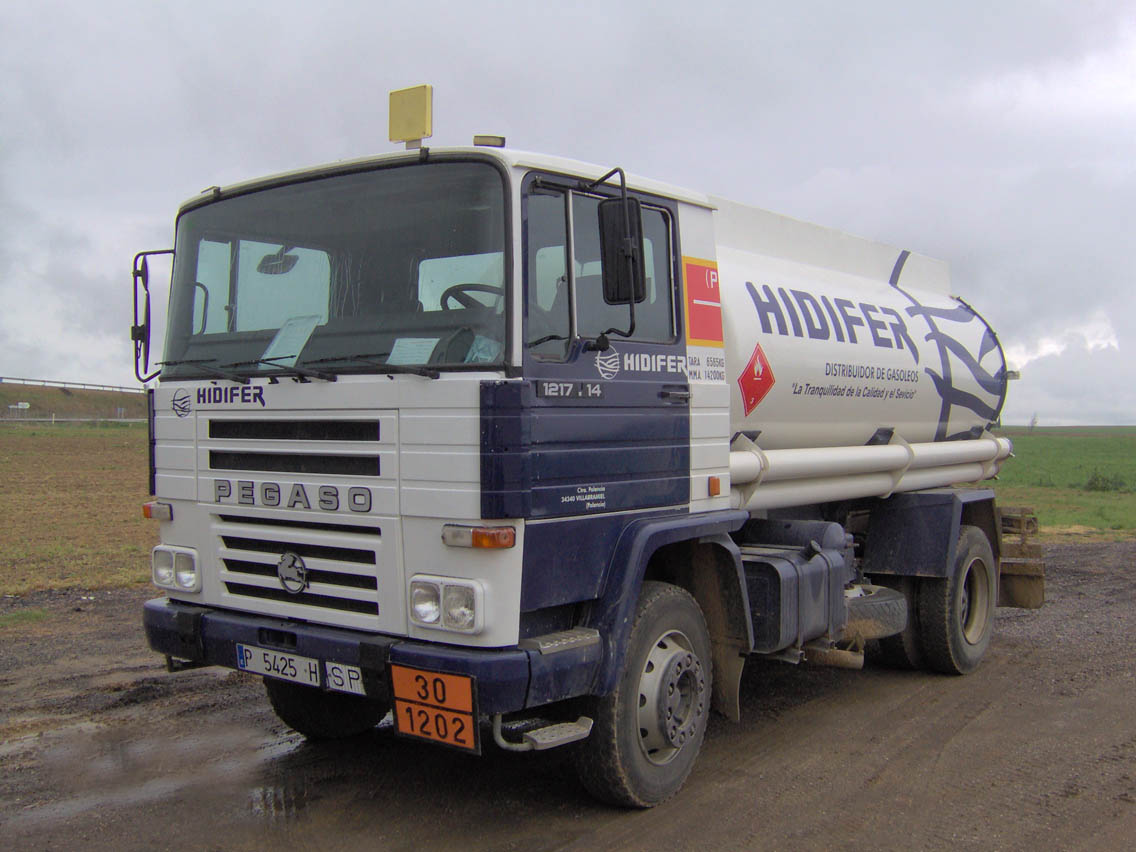
Beczkowóz Pegaso 1217.14 w Palencii
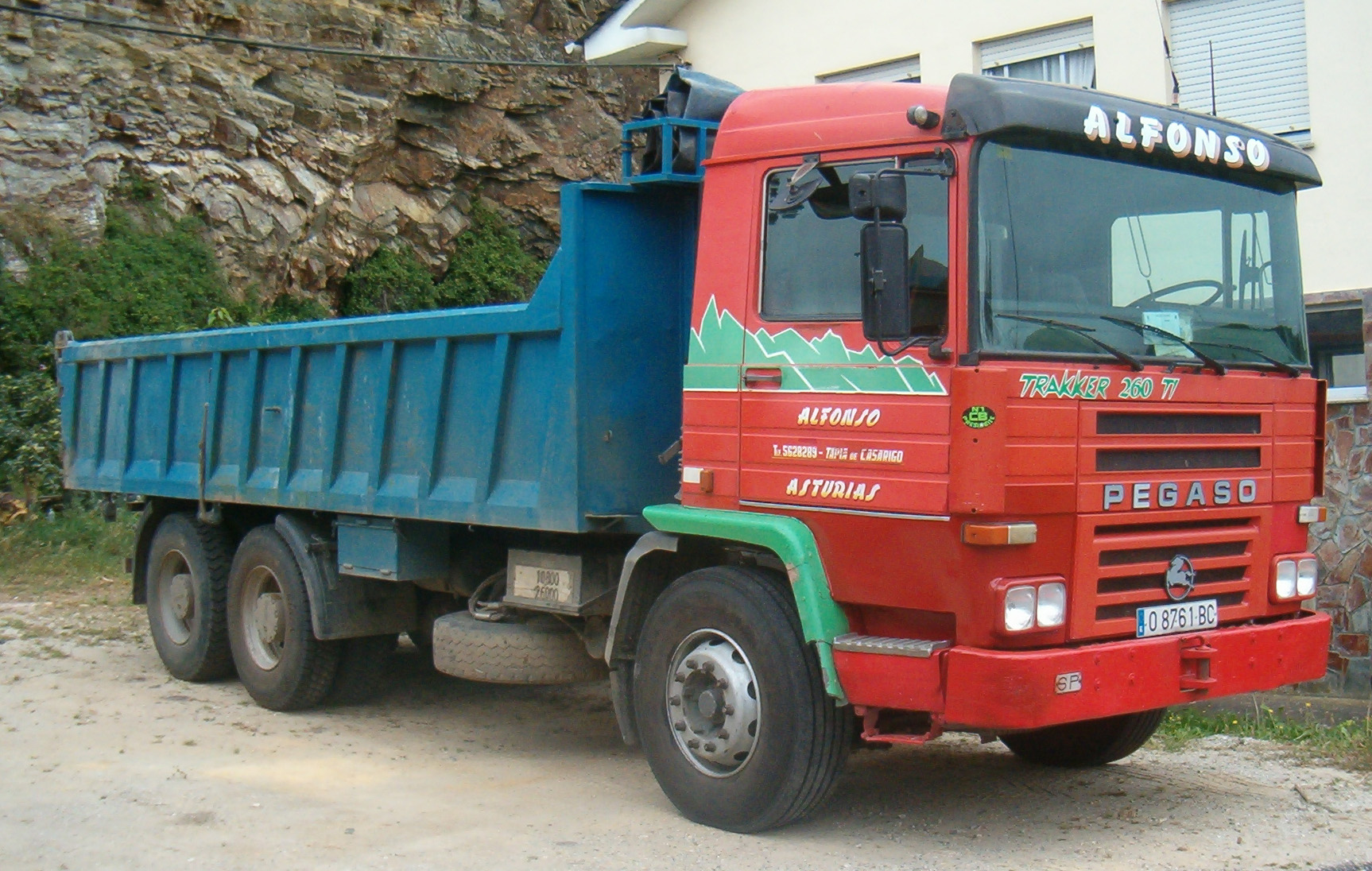
Wywrotka Pegaso Trakker 260 6x4
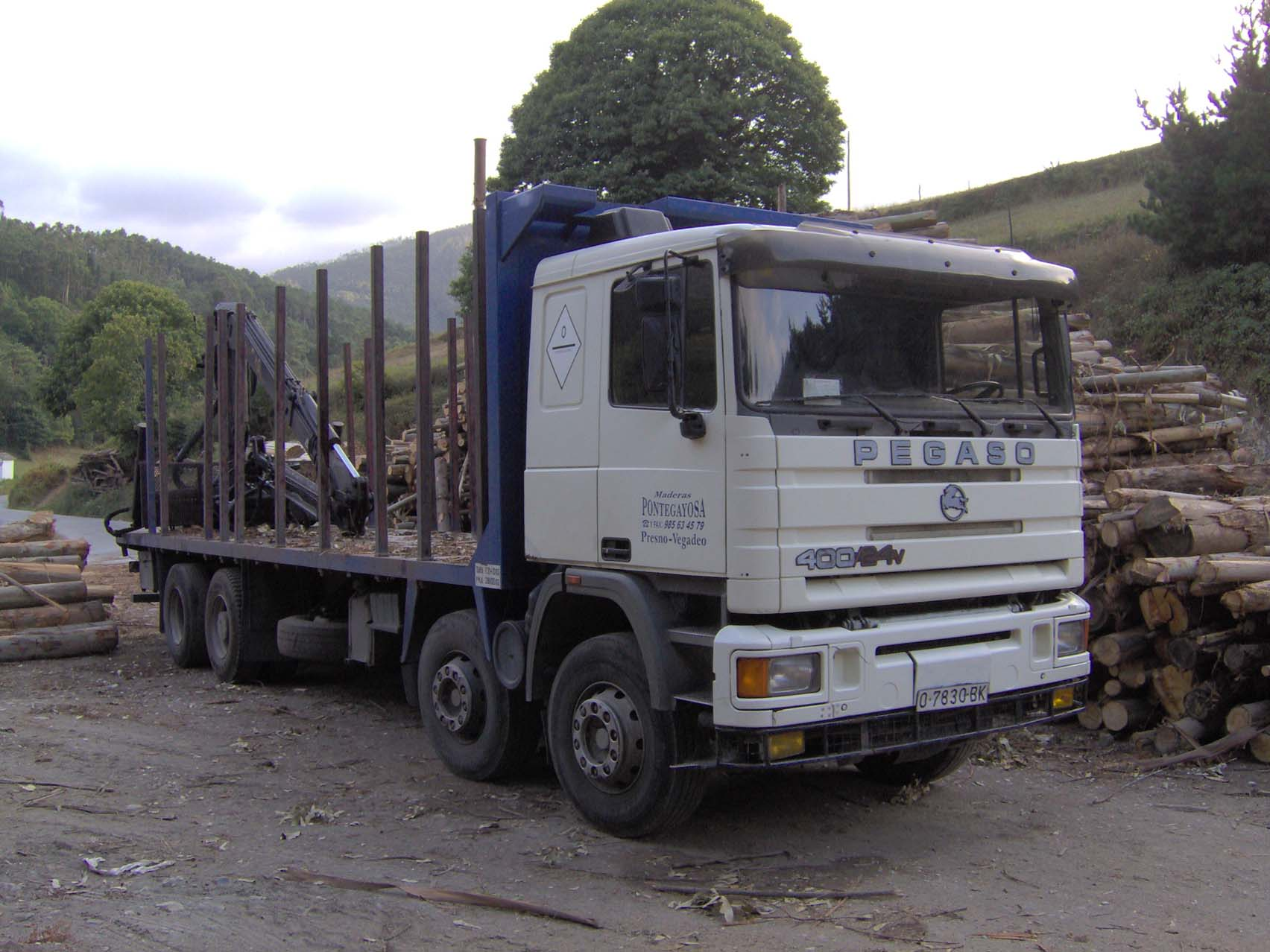
Ciężarówka do przewozu drewna Pegaso Troner 400/24v 8x2
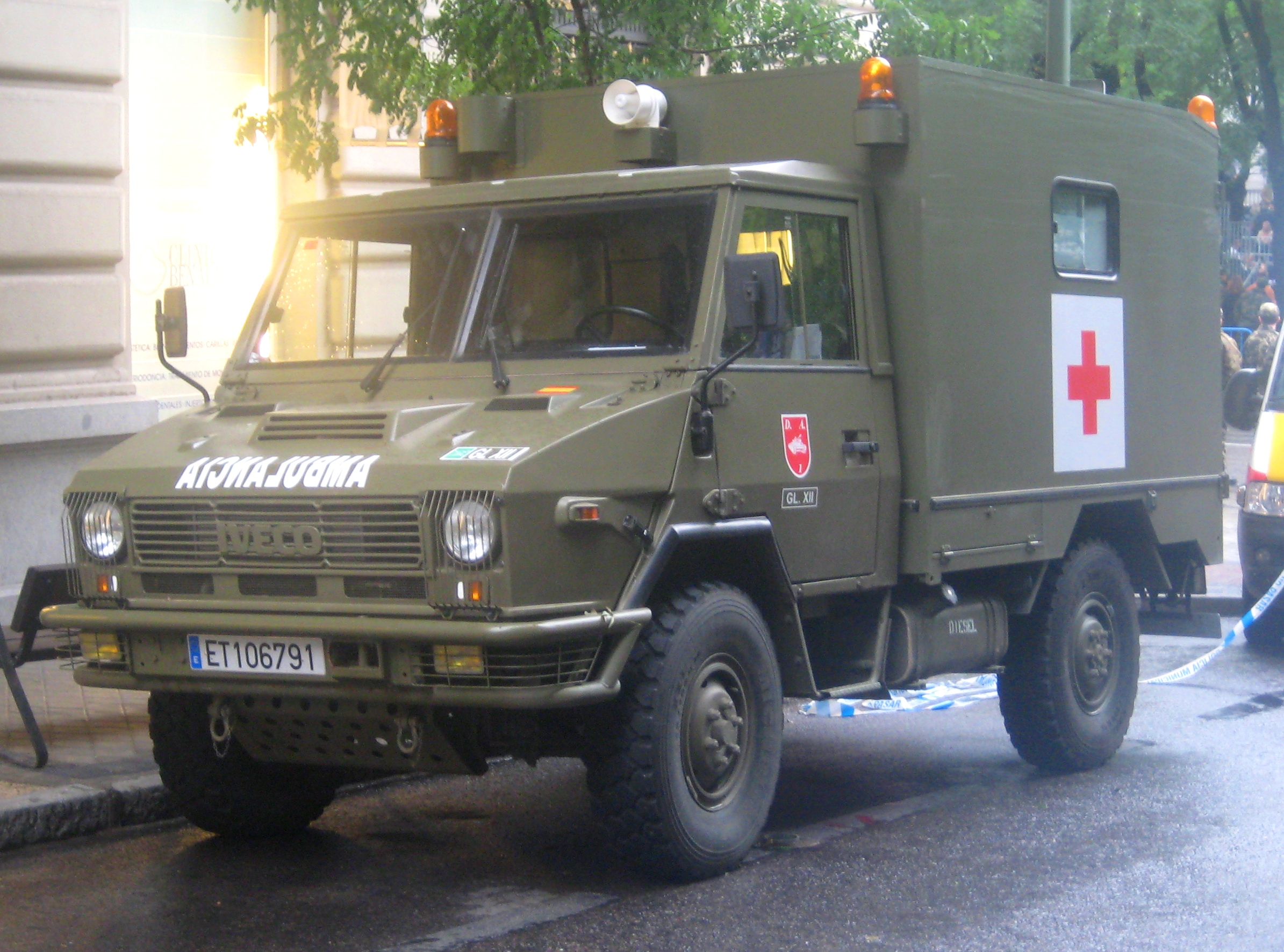
Wojskowy IVECO-Pegaso 40.10WM
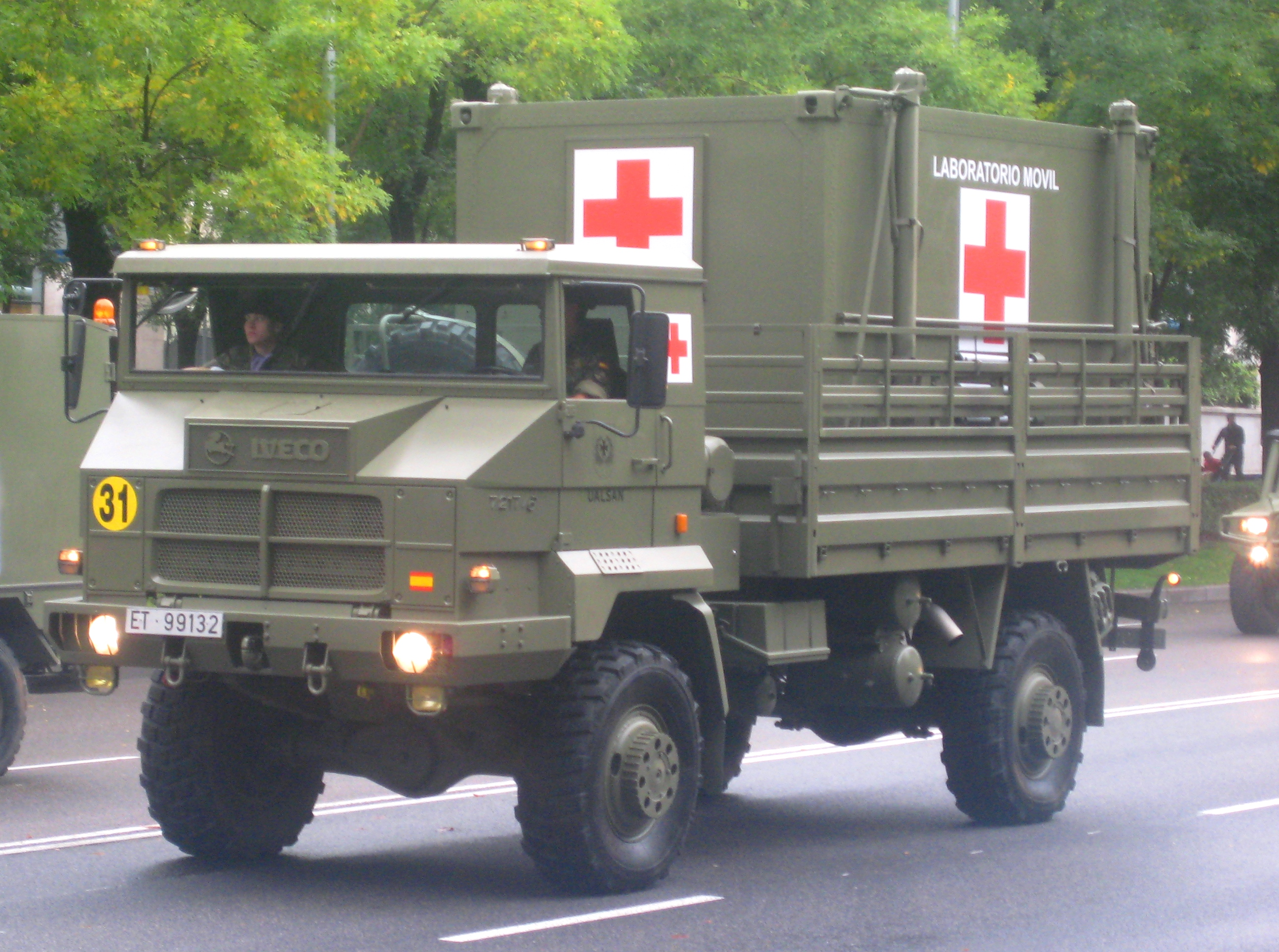
Wojskowy IVECO-Pegaso 7217-6
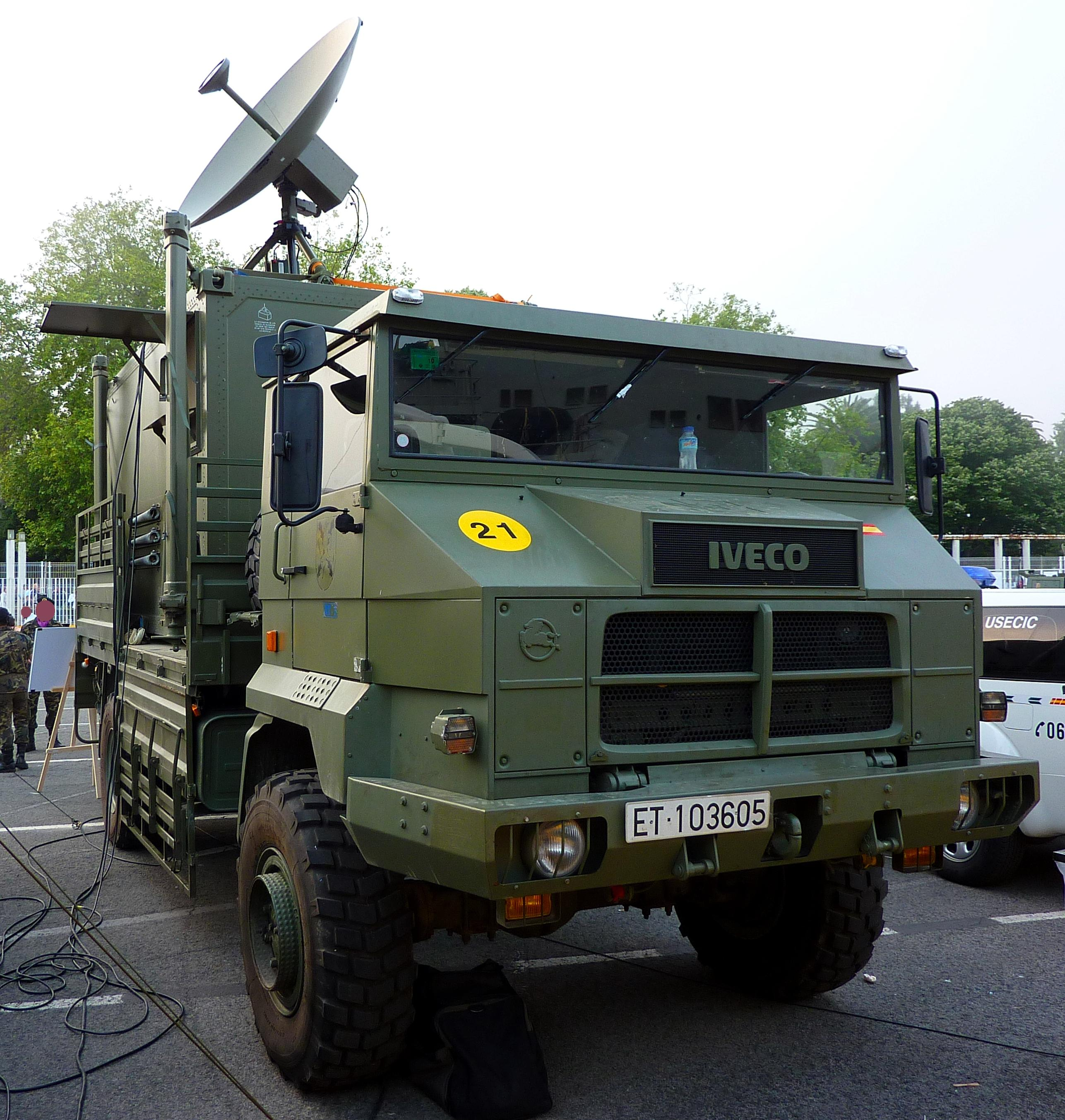
Wojskowy IVECO-Pegaso 7226
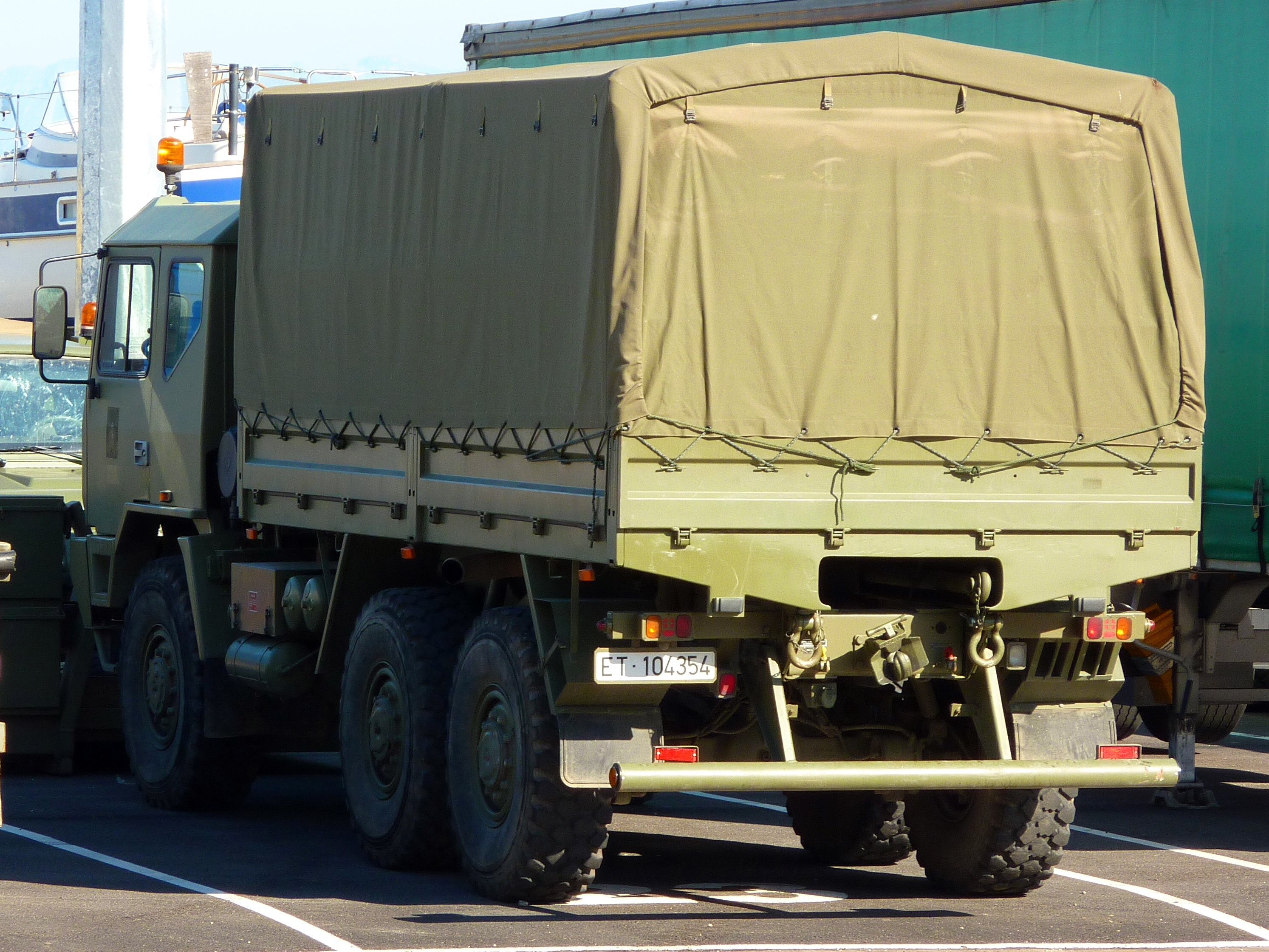
Wojskowy IVECO-Pegaso M.250.37WM
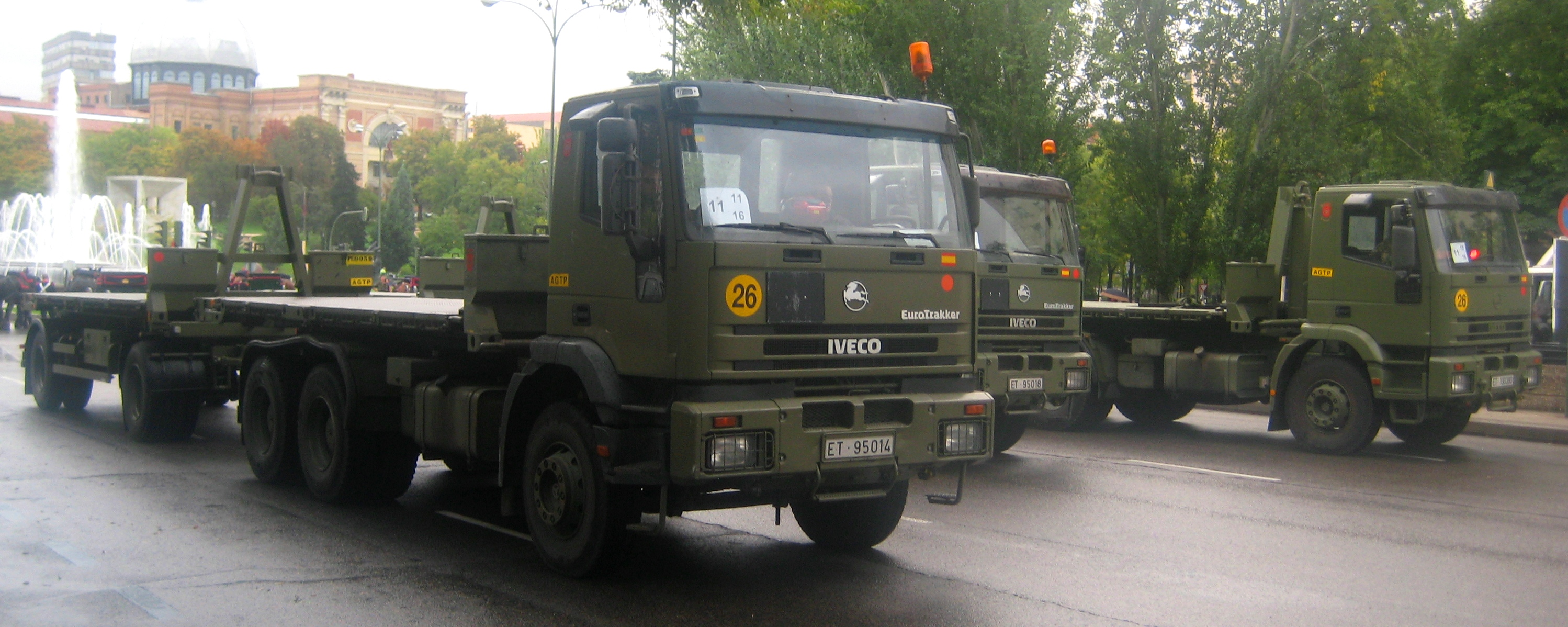
Wojskowe ciężarówki IVECO-Pegaso Eurotrakker
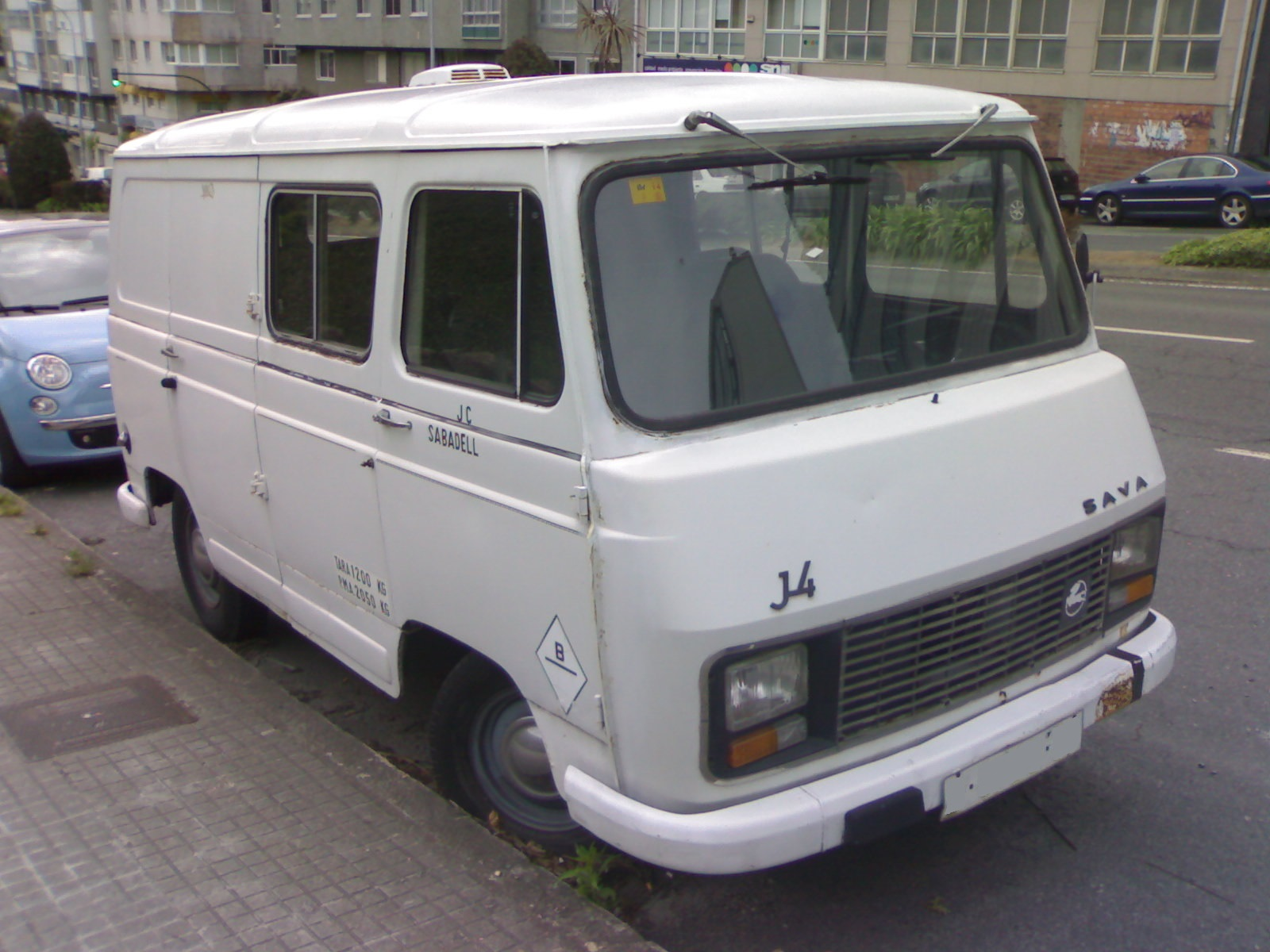
Pegaso J4